# Vos gueules, les mouettes !
Pour plus de détails, voir Fiche technique et Distribution.
Vos gueules, les mouettes ! est un film français, réalisé par Robert Dhéry, sorti en 1974. Il s'agit de son sixième et dernier long métrage comme réalisateur et acteur. Dans la distribution, on retrouve une partie de la troupe des années 1950, Les Branquignols. Le scénario burlesque est librement inspiré de la comédie musicale éponyme, créée en 1971 par Robert Dhéry, Colette Brosset et Françoise Dorin, présentée au théâtre des Variétés. Le film ne rencontre pas un réel succès en salle.

## Synopsis
La famille Kenavec habite « Saint-On », tout petit port de Bretagne. Passionnés de photographie et de tournage cinéma, ils apprennent que la télévision nationale ORTF organise un grand concours primé pour réaliser des films amateurs, dont le lot principal s'élève à 5 000 francs. Le film récompensé doit également être diffusé à l'antenne nationale. Ils décident alors de filmer le quotidien de leur « pays » et mettent toute la population à contribution, sous la houlette de Bibi. Avec l'aide du député local, ami du directeur de l'ORTF, ils gagnent le concours. Mais le film projeté le soir de la récompense ne sera pas tout à fait celui attendu.

Principaux rôles
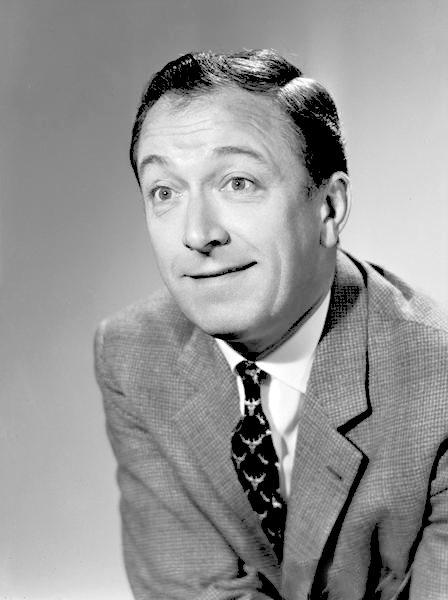
Robert Dhéry (Benoît Kenavec)
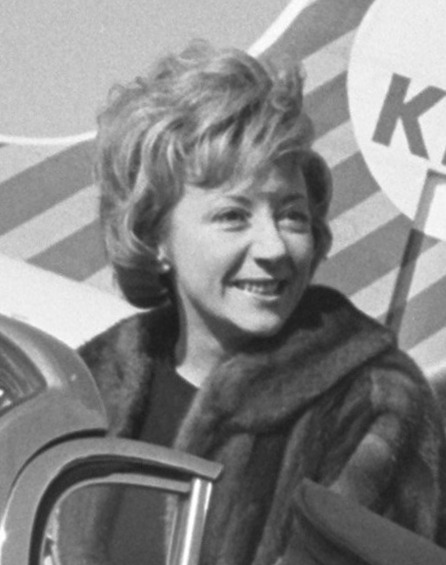
Colette Brosset (Annick)
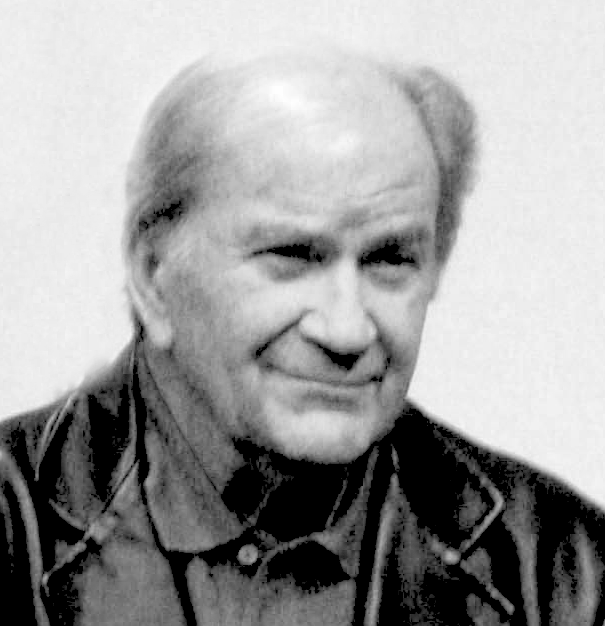
Pierre Mondy (Bibi Kenavec)
Jacques Legras (Le Marlec, curé, trompettiste)
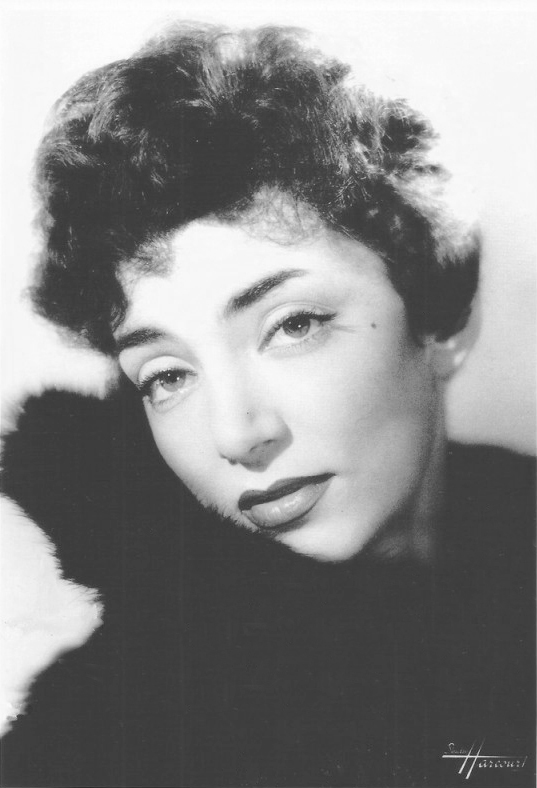
Micheline Dax (Madame Le Marlec)
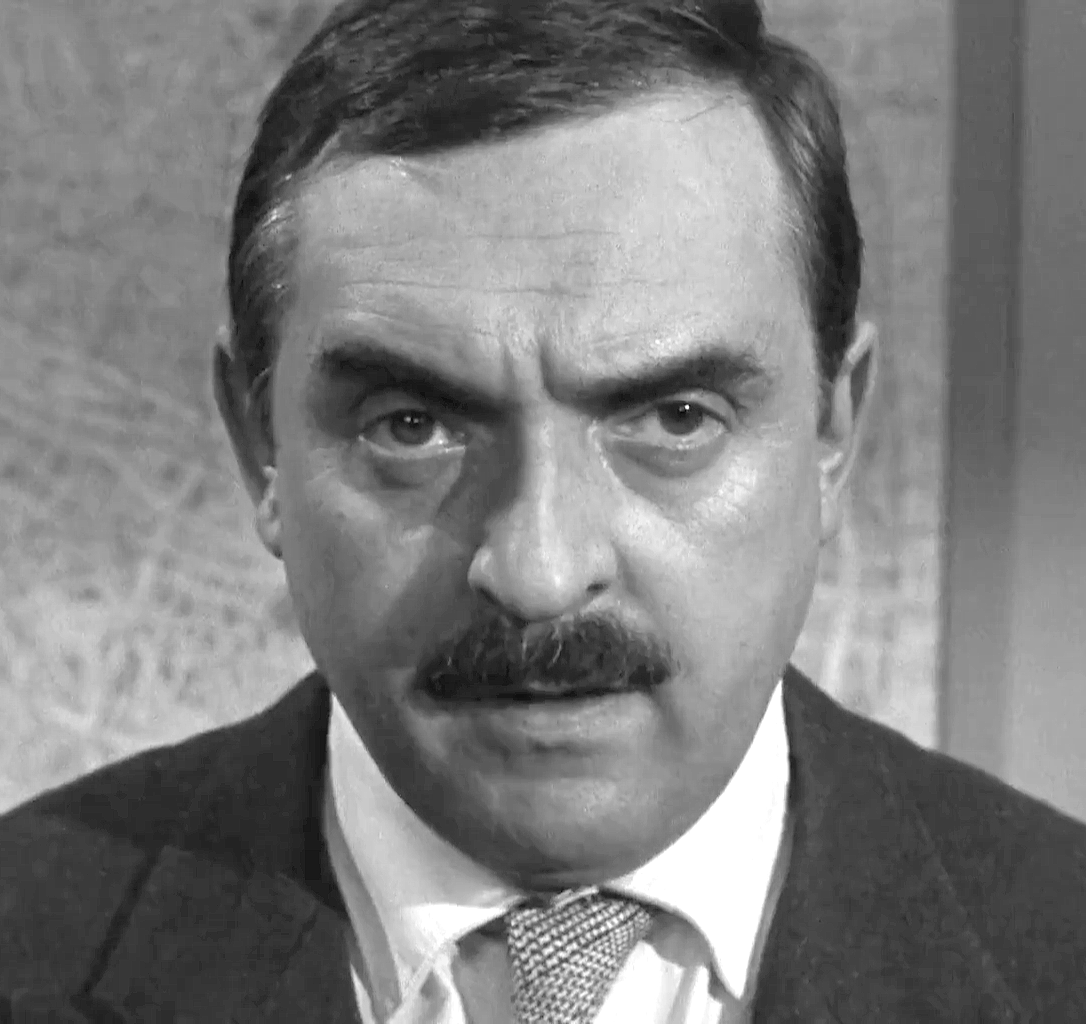
Jacques Marin (porte-bannière)
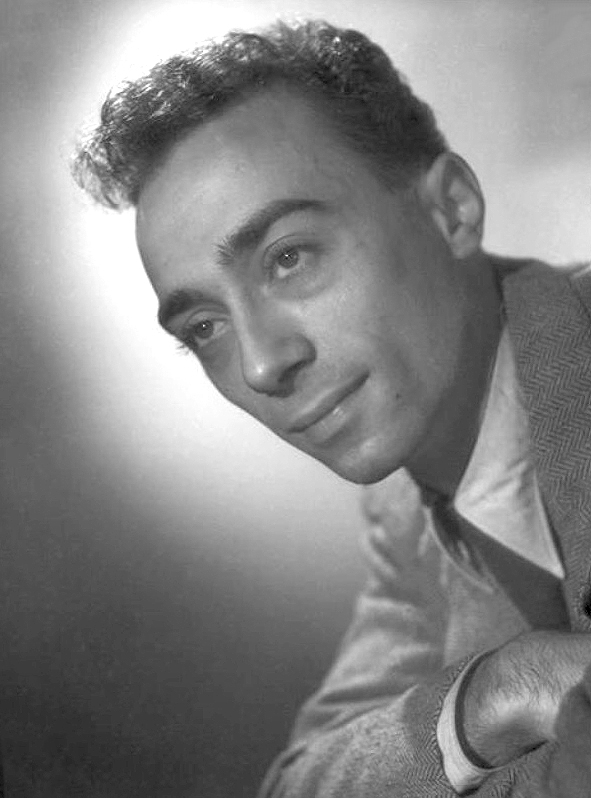
Christian Duvaleix (maman Kenavec, marin, mendiant)
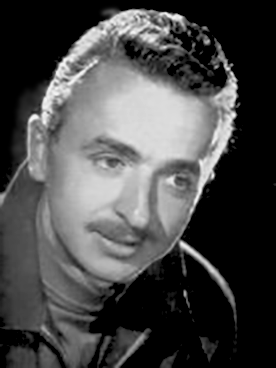
Robert Rollis (cul-de-jatte)
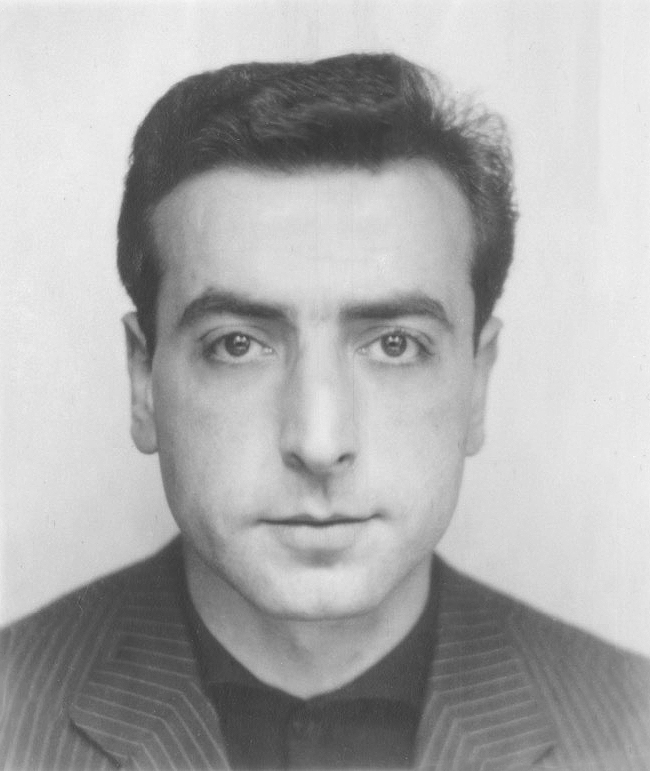
Robert Castel (Antoine)
Jacques Rouland (animateur TV)
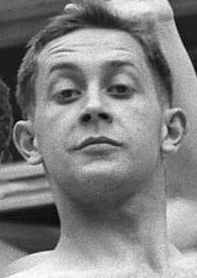
Pierre Olaf (Pierrot)
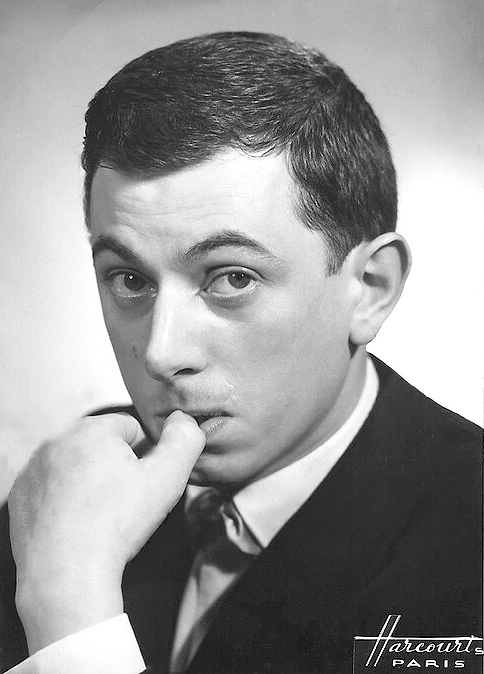
Jacques Duby (gardien du phare)

## Fiche technique

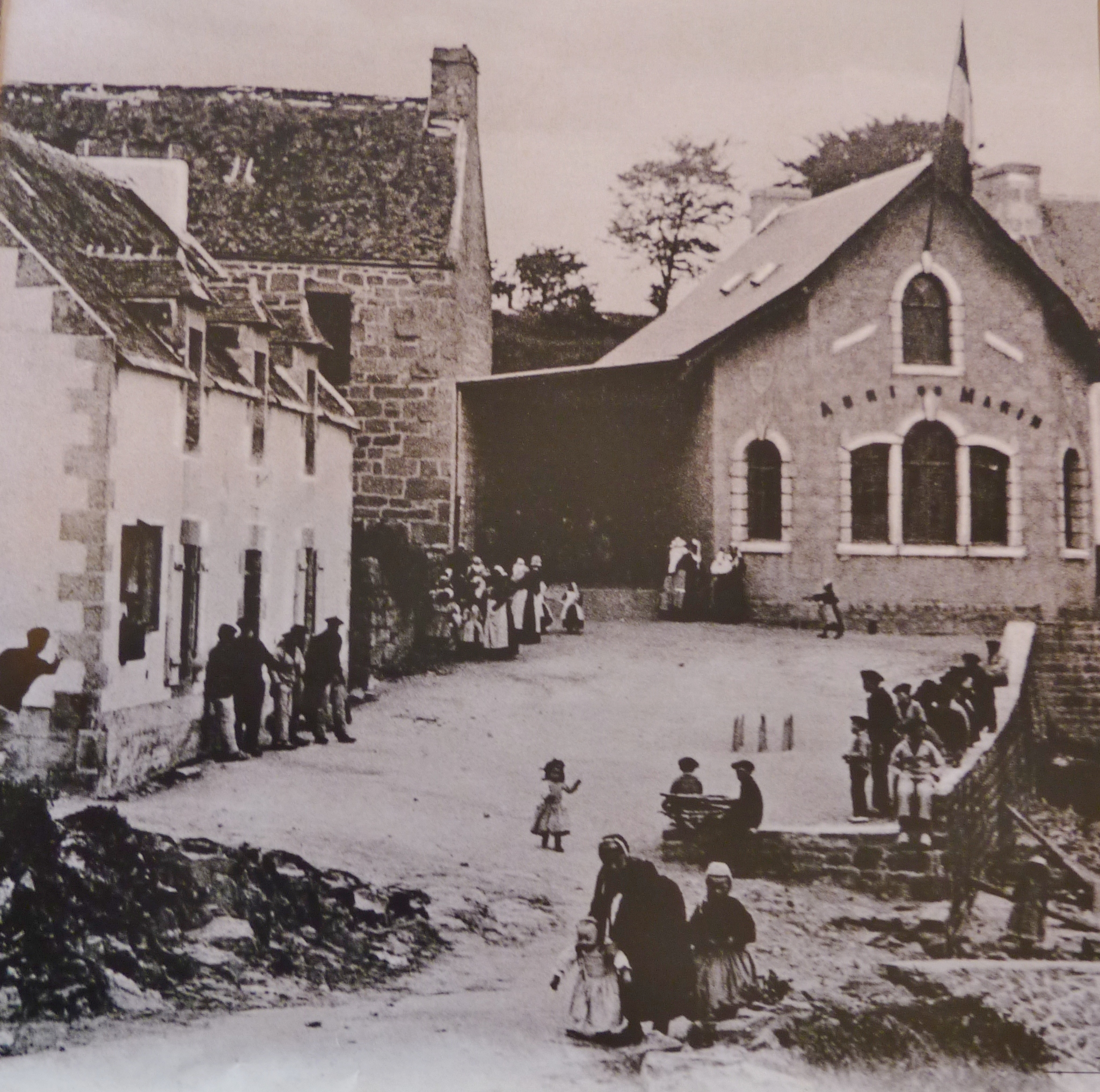
Sainte-Marine : « l'Abri du marin », ici au début du XXe siècle, un des lieux du tournage

- Réalisation : Robert Dhéry, assisté de Jean Couturier
- Scénario : Colette Brosset, d'après une idée de Robert Dhéry
- Dialogues : Robert Dhéry, Albert Jurgenson, Gérard Calvi
- Image : Jean Tournier
- Son : William-Robert Sivel
- Décors : André Jary
- Montage : Albert Jurgenson
- Musique : Gérard Calvi
- Production : Robert Velin
- Directeur de production : Étienne Laroche
- Société de production : Les Artistes Associés
- Durée : 1h20
- Genre : comédie
- Lieu de tournage : Pont-Croix,  Combrit Sainte-Marine, Plomeur, Bénodet, Tronoën, Île-Tudy, à partir du 29 avril 1974.
- Date de sortie : 30 octobre 1974
- Affiche : Jouineau Bourduge (France)

## Distribution
- Robert Dhéry : Benoît Kenavec
- Colette Brosset : Annick
- Pierre Mondy : Bibi Kenavec
- Jacques Legras : Monsieur le Marlec / Le prêtre / Le trompettiste
- Micheline Dax : Madame le Marlec
- Christian Duvaleix : Maman Kenavec / Un marin / Le mendiant
- Robert Rollis : Le cul-de-jatte
- Robert Castel : Antoine, le patron de la "Crêpe d'Alger"
- Pierre Tornade : Le capitaine / Le musicien
- Bernard Mongourdin : un marin
- Maurice Ducasse : un marin
- Tola Koukoui : le marin noir
- Jacques Marin : Le porte-bannière
- Jacques Rouland : Le présentateur TV
- Pierre Olaf : Pierrot
- François Nadal : Le capitaine du jumping
- Jacques Duby : Le gardien de phare
- Jacques Eyser : Le PDG de l'ORTF
- Isabelle Duby : Anne
- Fernand Berset : Le chauffeur
- Michel Le Bihan : l'amant d'une bigoudène
- Alain Le Bihan : l'amant de la femme du capitaine
- Joël Felzines : un membre du jury
- Jean Michel Raffy : un membre du Jury
- Jean Paul Galy : un membre du jury
- Annie Clément : une danseuse du cercle celtique
- Sophie Destaing : une danseuse du cercle celtique
- Claude Jourdan : un danseur du cercle celtique
- Régine Moreau : une danseuse du cercle celtique
- Jean Perrot : un danseur du cercle celtique
- Voltigeur : le cheval monté par Annick
- Eugénie Goadec : elle-même
- Maryvonne Goadec : elle-même
- Anastasie Goadec : elle-même

## Autour du film

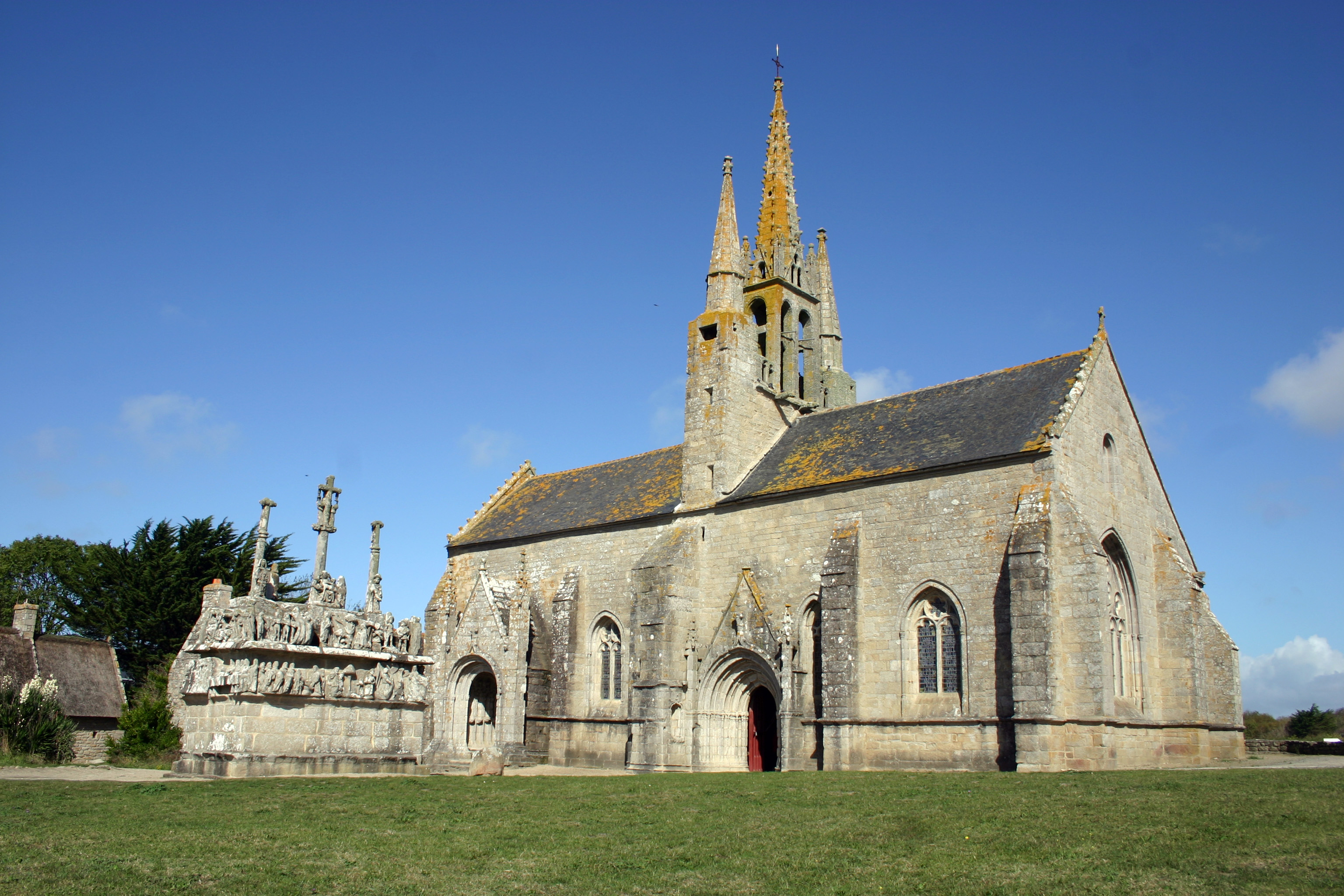
La chapelle Notre-Dame-de-Tronoën avec son calvaire, un des lieux de tournage du film

Vos gueules, les mouettes ! est la dernière réalisation de Robert Dhéry, lequel subit des problèmes de santé au milieu des années 1970, avant de revenir au cinéma uniquement comme acteur, pour deux films : Malevil en 1980 et La Passion Béatrice en 1987. 
Le film est tourné en Bretagne, dans le Finistère sud, à Bénodet, Pont-Croix, Combrit, Sainte-Marine, Plomeur, la pointe de la Torche  et Tronoën . Le comédien Robert Rollis, qui présente les différents acteurs lors du générique de fin, précise : « ... et les mouettes de Léchiagat ».
Le titre du film s'explique par le cri des mouettes qui gêne nos « reporters en herbe » lors des scènes du tournage du film amateur sur leur région. Le caméraman improvisé peut alors s'écrier « Vos gueules les mouettes » !

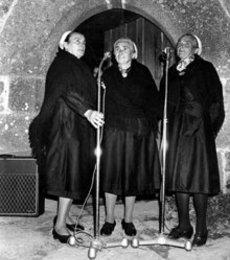
Les sœurs Goadec de Carhaix, qui apparaissent dans le film

Les sœurs Goadec - fameux trio de chanteuses de kan ha diskan, responsables d'un renouveau de la culture bretonne dans les années 1960 - apparaissent dans leur propre rôle dans ce film, chantant l'air traditionnel « E Garnison ». 
Le bagad Ar Re Goz de Quimper joue quelques airs à la sortie d'une messe sur le placître de Tronoën.
Ce film est également l'occasion de voir de « vraies » bigoudènes en coiffes et costumes traditionnels, figurantes dans le film, et au nombre encore important dans le pays Bigouden en 1974.

## Appréciation critique
« On aime bien les Branquignols, mais leur humour, ici, est passablement lourd et déplacé. »

— Jacques Siclier, Le Monde, 2 février 1997

« De la scène à l'écran, l'esprit branquignol a énormément perdu de son comique. Seules quelques scènes burlesques peuvent être sauvées de la médiocrité de l'ensemble. »

— Claude Bouniq-Mercier

## Box-office
France : 1 045 135 entrées
Ce chiffre constitue un demi-succès pour Dhéry, en comparaison avec ses précédents succès populaires, tels La Belle Américaine (4 151 247 entrées en 1961), Allez France ! en 1964 (quinzième film de l'année avec 2 612 635 entrées) ou le célèbre Le Petit Baigneur et ses 5 542 755 entrées en 1968 (quatrième film de l'année).